# Università della California - Santa Barbara
L'Università della California - Santa Barbara (in inglese: University of California, Santa Barbara; conosciuta comunemente come UCSB o UC Santa Barbara), è un'università pubblica americana appartenente al sistema di campus dell'Università della California.

## Storia
Fondata come college da insegnanti indipendenti, nel 1944 si unì all'Università della California divenendo il quarto più vecchio campus del sistema. Il campus è situato nei pressi di Santa Barbara, 160 km a nord-ovest da Los Angeles.